# Marquesado de Villavelviestre
El marquesado de Villavelviestre es un título nobiliario español creado el 16 de abril de 1768 por el rey Carlos III y fue concedido a Pedro Tiburcio Díaz-Trechuelo Vadillo y García de la Yedra.

## Titulares
- Pedro Tiburcio Díaz-Trechuelo Vadillo y García de la Yedra (Quintana de Valdivielso, 1735-Puerto de Santa María, 1782),[1] I marqués de Villavelviestre. Como heredero del mayorazgo era señor de la villa de Villavelviestre y él y sus descendiente tenían su casa solariega, la Torre de san Martín. En el Real Seminario de Nobles de Madrid, se encuentra su expediente donde se le nombra como Pedro Tiburcio Díaz-Trechuelo de Porras García de la Yedra y de Isla, así como su procedencia de Quintana de Valdivieso. Dejó las tierras burgalesas y después de marchar a Cádiz, se asentó en Huévar del Aljarafe en Sevilla.[1] En 1739, el rey Carlos III había creado el título de marqués que había concedido a la parroquia de San Juan Bautista en Madrid para la reparación de la iglesia. Pedro Tiburció solicitó y pagó la cantidad correspondiente y obtuvo el título en 1768, eligiéndo él la denominación de Villavelviestre.[1][a] Contrajo matrimonio con Gertrudis Valenciano y Aguirre, cuyo retrato, obra de Vicente López Portaña, se encuentra tutelado por la Universidad de Sevilla.[1][2] Le sucedió su hijo.

- José Celestino Díaz-Trechuelo y Valenciano, II marqués de Villavelviestre.

- José Díaz-Trechuelo y Gómez de Barreda, III marqués de Villavelviestre.

- Cayetano Díaz-Trechuelo y Gómez de Barreda, IV Marqués de Villavelviestre, contrajo matrimonio con Matilde Ostman y Benítez de Castañeda.[3] Le sucedió su hijo.

- Cayetano Díaz-Trechuelo y Ostman, V Marqués de Villavelviestre, casado en primeras nupcias con Felisa Aguirre y Fernández de Rivera, natural de Huévar, hija de Francisco de Paula Aguirre Bernal y María Concepción Fernández de Rivera Bernal.[3] Le sucedió su hijo.[3]

- Francisco de Paula Díaz-Trechuelo y Aguirre, VI marqués de Villavelviestre, casado con Ana Benjumea Pareja, hija de Diego Benjumea y Pérez-Seoane, natural de Sevilla, y de su primera esposa, María Dolores Pareja y Castro.[3] Le sucedió su hijo.[3]

- Cayetano Díaz-Trechuelo Benjumea, casado con Emilia Laffón Soto, VII marqués de Villavelviestre.[4]

- Francisco Díaz-Trechuelo Laffón, VIII marqués de Villavelviestre[5] (m. Andujar, 25 de noviembre de 1988),[6] se casó el 18 de septiembre de 1964 en Sevilla con Ana María Guanter Linares.[7]  Le sucedió su hija.

- Ana María Díaz-Trechuelo Guanter, IX marqués de Villavelviestre[8]